# Откос (посёлок)
Откос — опустевший поселок в Нелидовском городском округе Тверской области.

## География
Находится в юго-западной части Тверской области на расстоянии приблизительно 28 км на юго-запад по прямой от города Нелидово у железнодорожной ветки Земцы-Жарковский.

## История
Остановочный пункт Откос открыт в 1941 году. До 2018 года поселок входил в состав ныне упразднённого Земцовского сельского поселения.

## Население
Численность населения: 9 человек (русские 100 %) в 2002 году, 0 в 2010.